# Marco Grazzini
Marco Grazzini (Toronto, 7 settembre 1980) è un attore canadese noto principalmente per il ruolo di Mike Valenzuela nella serie TV Virgin River.

## Biografia
Marco Grazzini è nato il 7 settembre 1980 a Toronto, in Canada, dove intraprende la carriera di attore.

## Carriera
Marco Grazzini ha iniziato la sua carriera di attore recitando in diverse serie TV come XIII, Una serie di sfortunati eventi e Kim's Convenience.
È conosciuto per il ruolo di Mike Valenzuela nella serie televisiva Virgin River, ideata da Sue Tenney e distribuita da Netflix.

## Filmografia

### Televisione
- Kim's Convenience – serie TV, 6 episodi (2016)
- XIII (XIII: The Series) – serie TV, 1 episodio (2011)
- Virgin River – serie TV, 30 episodi (2020-in corso)[2]
- Nikita – serie TV, 1 episodio (2010)
- Heroes Reborn – serie TV, episodi 1x01-1x09 (2015)
- Deck the Halls, regia di Ron Underwood - film TV (2011)
- Wishing Well, regia di Sean Reycraft - film TV (2011)
- A Taste of Summer, regia di Peter DeLuise - film TV (2019)
- A Valentine’s Match, regia di Christie Will Wolf - film TV (2020)
- Una sorpresa sotto l'albero (Christmas Unwrapped), regia di Bosede Williams - film TV (2020)

### Cortometraggi
- Verona, regia di Laurie Lynd (2010)
- Hi Honey, regia di Peter A.M. Henderson (2011)

## Doppiatori italiani
Nelle versioni in italiano delle opere in cui ha recitato, Marco Grazzini è stato doppiato da:
- Alberto Franco in Deck the Halls, A Taste of Summer, Virgin River
- Ruggero Andreozzi in Una sorpresa sotto l'albero